# Comuna Starosilți, Korostîșiv
Starosilți (în ucraineană Старосілецька сільська рада) este o comună în raionul Korostîșiv, regiunea Jîtomîr, Ucraina, formată din satele Kașperivka, Smîkivka și Starosilți (reședința).

## Demografie
Componența lingvistică a comunei Starosilți
     Ucraineană (96,76%)
     Rusă (1,78%)
     Română (1,26%)
     Alte limbi (0,21%)
Conform recensământului din 2001, majoritatea populației comunei Starosilți era vorbitoare de ucraineană (96,76%), existând în minoritate și vorbitori de rusă (1,78%) și română (1,26%).